# Ала, Садина
Садина Ала — победительница конкурса Мисс Вселенная Албания 2007, который прошел в городе Тирана Албания, 12 апреля 2007. Ала представляла Албанию на конкурсе Мисс Вселенная 2007. Она является моделью Versace, Cavalli, H&M и Dior.